# I-čchang
I-čchang (čínsky pchin-jinem Yíchāng, znaky 宜昌) je město a městská prefektura v Čínské lidové republice v provincii Chu-pej. Po Wu-chanu, hlavním městě provincie, se jedná o druhé největší město provincie. Leží na obou březích řeky Jang-c’-ťiang a do jeho území zasahuje také přehrada Tři soutěsky svou nejvýchodnější soutěskou Si-ling.
I-čchang je staré město, jsou dochovány historické prameny, podle kterých zde byl v roce 278 př. n. l. během Období válčících států úmyslně založen požár. Za dynastie Čching v roce 1876 patřil I-čchang mezi města, které Čína po Druhé opiové válce se Spojeným královstvím otevřela zahraničnímu obchodu.

## Správní členění
Městská prefektura I-čchang se člení na třináct celků okresní úrovně, a sice pět městských obvodů, tři městské okresy, tři okresy a dva  autonomní okresy.
| 1 2 3 Tien-ťün I-ling městský okres · I-tu městský okres · Tang-jang městský okres · Č’-ťiang okres · Jüan-an okres · Sing-šan okres · C’-kuej autonomní okres · Čchang-jang autonomní okres · Wu-feng 1. Si-ling 2. Wu-ťia-kang 3. Siao-tching |                  |                       |             |                                         |
| Název | Název            | Počet obyvatel (2020) | Rozloha km² | Hustota zalidnění (obyv. na km²) (2020) |
| český přepis | znaky            | Počet obyvatel (2020) | Rozloha km² | Hustota zalidnění (obyv. na km²) (2020) |
| Městské obvody |                  |                       |             |                                         |
| I-ling | 夷陵区           | 534 408               | 3 411       | 157                                     |
| Si-ling | 西陵区           | 505 520               | 82          | 6 189                                   |
| Siao-tching | 猇亭区           | 68 728                | 121         | 569                                     |
| Tien-ťün | 点军区           | 101 649               | 533         | 191                                     |
| Wu-ťia-kang | 伍家岗区         | 336 294               | 82          | 4 088                                   |
| Městské okresy |                  |                       |             |                                         |
| Č’-ťiang | 枝江市           | 408 487               | 1 366       | 299                                     |
| I-tu | 宜都市           | 347 388               | 1 349       | 258                                     |
| Tang-jang | 当阳市           | 397 465               | 2 153       | 185                                     |
| Okresy |                  |                       |             |                                         |
| C’-kuej | 秭归县           | 299 642               | 2 275       | 132                                     |
| Jüan-an | 远安县           | 166 174               | 1 754       | 95                                      |
| Sing-šan | 兴山县           | 133 886               | 2 312       | 58                                      |
| Autonomní okresy |                  |                       |             |                                         |
| Čchang-jang (tchuťiaoský) | 长阳土家族自治县 | 305 740               | 3 392       | 90                                      |
| Wu-feng (tchuťiaoský) | 五峰土家族自治县 | 156 026               | 2 401       | 65                                      |
| |                  |                       |             |                                         |
| Celkem | Celkem           | 3 762 407             | 21 229      | 177                                     |

## Partnerská města
- Foz do Iguaçua, Brazílie (24. červenec 2004)
- Charleston, Austrálie (10. srpen 2001)
- Jokkakiči, Japonsko (květen 2011)
- Kašiwazaki, Japonsko (listopad 1998)
- Mety, Francie (28. leden 1991)
- Port Said, Egypt (22. říjen 1994)
- Třebíč, Česko[3] (leden 2019)
- Valenciennes, Francie (23. duben 1998)
- Washington County, Oregon, USA (31. srpen 2006)
- Záporoží, Ukrajina (16. říjen 1997)